# Ludvig Cæsar Martin Aubert
Ludvig Cæsar Martin Aubert (født 30. marts 1807 i Kristiansand, død 14. juni 1887) var en norsk sprogforsker, søn af Benoni d'Aubert, far til Ludvig Mariboe Benjamin og Andreas Aubert.
Aubert var 1840-75 professor i latinsk filologi ved Kristiania Universitet. Hans forskningsområde var det latinske sprogs bygning, og han ansås for en af samtidens ypperste kendere af dette sprog.